# Ramaytush
El ramaytush és una de les vuit llengües ohlone, parlada històricament dels ramaytushes, amerindis de Califòrnia. Històricament els ramaytush habitaven la península de San Francisco entre la badia de San Francisco i l'Oceà Pacífic en l'àrea de l'actuals comtats de San Francisco i San Mateo. El ramaytush és un dialecte o llengua de la branca costano de la família utiana. El terme ramaytush fou aplicat per primer cop a ells durant els anys 1970.
Històricament, el territori de la llengua ramaytush és rodejat en gran manera per l'oceà i el mar, excepte al sud on es limiten amb la gent de la Vall de Santa Clara que parlaven tamyen ohlone i la gent de les muntanyes de Santa Cruz i la costa del Pacífic a Point Año Nuevo que parlaven dialectes que es fusionen amb l'awaswas. A l'est, a través de la badia de San Francisco, hi havia tribus que parlaven chochenyo. Al nord, a través del pont Golden Gate, hi havia la tribu local Huimen de parla miwok de la costa. La tribu local més septentrional dels ramaytush, els yelamu de San Francisco, s'havien intermatrimoniat amb els Huchiun Chochenyos de l'àrea d'Oakland durant el temps de la colonització espanyola.
Les malalties europees va delmar totes les tribus que van arribar a la Missió de Dolores després de la seva creació el 1776. Els ohlone van perdre la seva llengua i es van veure obligats a utilitzar l'espanyol. Centenars d'ohlone de la Missió de Dolores van ser portats al nord de la badia per construir la Missió de San Rafael que després va ser utilitzada com a hospital per als neòfits malalts. Alfred L. Kroeber va afirmar que el poble de a l'oest de la badia s'havien extingit abans de 1915. La tribu Ohlone Muwekma, descendents dels parlants estretament relacionats chochenyo i tamyen, han estat defensors vocals per a les qüestions indígenes americans a la península de San Francisco, com tenen alguns descendents ohlone de la badia de Monterey més al sud.